# Gladys Unger
Pour les articles homonymes, voir Unger.
Gladys Unger (de son vrai nom Gladys Buchanan Unger) est une scénariste américaine née le 16 septembre 1885 à San Francisco, Californie (États-Unis), décédée le 25 mai 1940 à New York (États-Unis).

## Filmographie
- 1927 : The Heart Thief
- 1927 : Breakfast at Sunrise (en)
- 1929 : Marianne
- 1929 : Dynamite
- 1930 : Madame Satan (Madam Satan)
- 1931 : Many a Slip
- 1932 : Wayward (en)
- 1934 : La Soirée de Miss Stanhope (Coming Out Party) de John G. Blystone
- 1934 : The Countess of Monte Cristo (en)
- 1934 : Glamour
- 1934 : Romance in the Rain
- 1934 : Embarrassing Moments (en) d'Edward Laemmle
- 1934 : Great Expectations
- 1934 : Audaces féminines (Cheating Cheaters), de Richard Thorpe
- 1934 : Strange Wives de Richard Thorpe
- 1935 : The Mystery of Edwin Drood de Stuart Walker
- 1935 : Rendezvous at Midnight
- 1935 : Alias Mary Dow
- 1935 : Sylvia Scarlett
- 1937 : Night of Mystery
- 1937 : Partners in Crime (en)
- 1937 : La Fille de Shangaï (Daughter of Shanghai)